# مسابقات قهرمانی سلاح‌های بادی آسیا ۲۰۰۹
مسابقات قهرمانی سلاح‌های بادی آسیا ۲۰۰۹ در دوحه قطر بین ۱۶ تا ۲۲ دسامبر ۲۰۰۹ برگزار شد. این مسابقات به عنوان مسابقات مقدماتی آسیایی برای بازی‌های المپیک تابستانی جوانان ۲۰۱۰ در سنگاپور عمل می‌کند.

## خلاصه مدال

### مردان
| بازی‌ها                  | طلا                                                   | نقره                                           | برنز                                                            |
| 10 m air pistol         | Shi Xinglong · چین                                    | Rashid Yunusmetov · قزاقستان                   | Pu Qifeng · چین                                                 |
| تپانچه بادی ۱۰ متر تیمی | چین · Mai Jiajie · Pu Qifeng · Shi Xinglong           | هند · Samaresh Jung · Zakir Khan · Omkar Singh | ایران · ابراهیم برخورداری · داراب دهقان نژاد · محسن نصر اصفهانی |
| تفنگ بادی ۱۰ متر        | گاگان نارانگ · هند                                    | ژو چینان · چین                                 | Zhao Shengbo · چین                                              |
| تفنگ بادی ۱۰ متر تیمی   | هند · گاگان نارانگ · P. T. Raghunath · Sanjeev Rajput | چین · Zhang Bo · Zhao Shengbo · ژو چینان       | ایران · حسین باقری · صابر پرستی · احمد شهمیرزادی                |

### زنان
| بازی‌ها               | طلا                                                       | نقره                                                    | برنز                                                  |
| 10 m air pistol      | گو ونجون · چین                                            | Tong Xin · چین                                          | Tien Chia-chen · تایوان                               |
| 10 m air pistol team | چین · گو ونجون · Shan Wenrui · Tong Xin                   | تایوان · Lee Pei-ching · Tien Chia-chen · Tsai Chia-hui | هند · Shweta Chaudhary · Heena Sidhu · Annu Raj Singh |
| 10 m air rifle       | یو دان (تیرانداز ورزشی) · چین                             | یی سیلینگ · چین                                         | Jasmine Ser · سنگاپور                                 |
| 10 m air rifle team  | چین · Ding Tingting · یی سیلینگ · یو دان (تیرانداز ورزشی) | هند · Priya Agarwal · Tejaswini Sawant · Suma Shirur    | سنگاپور · Goh Jia Yi · Jasmine Ser · Aqilah Sudhir    |

## جدول مدال
| رتبه           | کشور           | طلا | نقره | برنز | مجموع |
| -------------- | -------------- | --- | ---- | ---- | ----- |
| ۱              | چین            | ۶   | ۴    | ۲    | ۱۲    |
| ۲              | هند            | ۲   | ۲    | ۱    | ۵     |
| ۳              | تایوان         | ۰   | ۱    | ۱    | ۲     |
| ۴              | قزاقستان       | ۰   | ۱    | ۰    | ۱     |
| ۵              | ایران          | ۰   | ۰    | ۲    | ۲     |
| ۵              | سنگاپور        | ۰   | ۰    | ۲    | ۲     |
| مجموع (۶ کشور) | مجموع (۶ کشور) | ۸   | ۸    | ۸    | ۲۴    |